# 福山健偉
福山 健偉（ふくやま けんい、1831年（天保2年） - 没年不詳）は、幕末の薩摩藩士、明治期の内務官僚・銀行家。宮崎県権令。通称・精蔵。

## 経歴
薩摩藩士・福山清蔵安暉の息子として生まれる。万延元年（1860年）沖永良部島郡方書役代官付となり、流刑中の西郷隆盛を監視する役柄であったが、親しく教えを受けた。
明治政府に出仕し、明治4年12月18日（1872年1月27日）美々津県参事に就任。明治5年2月13日（1872年3月21日）美々津に着任。1873年1月15日、美々津県と都城県を合併して宮崎県（第一次）が設置され、引き続き参事を務めた。福山は西洋建築の宮崎県庁舎を建築する許可を大蔵省に求めたが、建築費が高額となるため認められず、着工自体もなかなか認められなかった。そのため、福山は国の許可を得ないまま、1873年1月11日、宮崎郡上別府村（現宮崎県庁所在地）で着工し、1874年2月7日に落成させた。内務省は1875年4月2日に庁舎建築を事後承認したが、同年5月、福山には罰金4円50銭の支払いが命ぜられた。同年8月2日、権令に昇進。1876年8月21日、宮崎県が鹿児島県に編入され免官となる。
その後、鹿児島に帰郷して、政府要人との人脈を持つことなどから、1879年7月、第百四十七国立銀行の頭取に就任し、1891年3月まで在任した。